# NGC 7215
NGC 7215 est une galaxie lenticulaire située dans la constellation du Verseau. Sa vitesse par rapport au fond diffus cosmologique est de 3 653 ± 25 km/s, ce qui correspond à une distance de Hubble de 53,9 ± 3,8 Mpc (∼176 millions d'al). NGC 7215 a été découverte par l'astronome britannique John Herschel en 1834.
Selon la base de données Simbad, NGC 7215 est un quasar, probablement une erreur.

## Classification

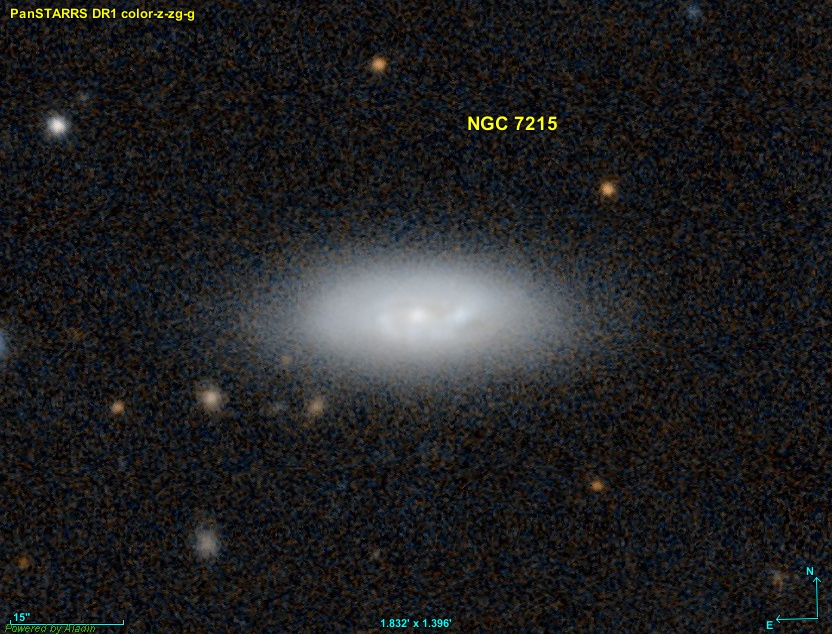
NGC 7215 par le relevé Pan-STARRS.

Toutes les sources consultées considèrent cette galaxie comme lenticulaire, sauf le professeur Seligman. Selon lui, NGC 7215 sur les images des relevés Pan-STARRS et SDSS, la galaxie montre de courts bras spiraux, une barre très pâle et très courte (AB) et au moins deux anneaux centraux (rs) et le type "a: pec" pour un disque lisse avec diverses bizarreries pour la présence du deux-points et du type particulier (pec).